# Batagur
Batagur – rodzaj żółwi z rodziny batagurowatych (Geoemydidae).

## Zasięg występowania
Rodzaj obejmuje gatunki występujące w południowej i południowo-wschodniej Azji (Indie, Bangladesz, Mjanma, Kambodża, Tajlandia, Malezja, Brunei i Indonezja, prawdopodobnie także Nepal).

## Systematyka

### Etymologia
- Tetraonyx: gr. τετρα- tetra- „cztero-”, od τεσσαρες tessares „cztery”[11]; ονυξ onux, ονυχος onukhos „pazur, paznokieć”[12]. Gatunek typowy: Trionyx cuvieri J.E. Gray, 1831 (= Emys baska J.E. Gray, 1831); młodszy homonim Tetraonyx Latreille, 1809 (Coleoptera).
- Batagur: etymologia nieznana, J.E. Gray nie wyjaśnił pochodzenia nazwy rodzajowej[2].
- Kachuga: etymologia nieznana, J.E. Gray nie wyjaśnił pochodzenia nazwy rodzajowej[4], być może od hindi कछुआ kachuā „żółw”. Gatunek typowy: Emys lineata J.E. Gray, 1831 (= Emys kachuga J.E. Gray, 1831).
- Batagurella: rodzaj Batagur J.E. Gray, 1856; łac. przyrostek zdrabniający ella[13]. Gatunek typowy: Kachuga peguensis J.E. Gray, 1869 (= Emys trivittata A.M.C. Duméril & Bibron, 1835).
- Dongoka: etymologia nieznana, J.E. Gray nie wyjaśnił pochodzenia nazwy rodzajowej[6]. Gatunek typowy: Kachuga hardwickii J.E. Gray, 1869 (= Emys dhongoka J.E. Gray, 1834).
- Callagur: etymologia nieznana, J.E. Gray nie wyjaśnił pochodzenia nazwy rodzajowej[7], być może od gr. καλλος kallos „piękno”, od καλος kalos „piękny”[14]; rodzaj Batagur J.E. Gray, 1856. Gatunek typowy: Batagur picta J.E. Gray, 1862 (= Emys borneoensis Schlegel & Müller, 1844).
- Cantorella: Theodore Edward Cantor (1809–1860), duński zoolog i botanik; łac. przyrostek zdrabniający ella[13]. Gatunek typowy: Tetraonyx affinis Cantor, 1847).

### Podział systematyczny
Do rodzaju należą następujące gatunki:
- Batagur affinis (Cantor, 1847)
- Batagur baska (J.E. Gray, 1831) – batagur słodkowodny[15]
- Batagur borneoensis (Schlegel & Müller, 1844) – kalagur[15]
- Batagur dhongoka (J.E. Gray, 1834)
- Batagur kachuga (J.E. Gray, 1831)
- Batagur trivittata (A.M.C. Duméril & Bibron, 1835) – kaczuga birmańska[15]